# Governatorato da Transnístria
```
   |-
       |
Erro:
:  
valor não especificado para "
nome_comum
"
```

O Governatorato da Transnístria (em romeno: Guvernământul Transnistriei) foi um território administrado pelo Reino da Roménia entre o Dniester e a parte sul do rio Bug, conquistado pelos Potências do Eixo contra a União Soviética durante a Operação Barbarossa e ocupado de 19 de agosto de 1941 a 29 de janeiro de 1944. Era limitado no oeste pelo rio Dniester, a leste pelo rio Bug do Sul, e a sul pelo Mar Negro, compreende a atual região da autoproclamada república Transnístria ou a região moldava da Unidade territorial autónoma da Transnístria (que em comparação com a Segunda Guerra Mundial inteira é apenas uma pequena faixa ao longo da margem do rio Dniester) e territórios mais a leste (moderno oblast de Odessa a leste do Dniester, sul do oblast de Vinnytsia e uma pequena parte do leste do oblast de Mykolaiv), incluindo o porto de Odessa no Mar Negro, que se tornou a capital administrativa da Transnístria durante a Segunda Guerra Mundial.

## Conquista romena da Transnístria
Até 26 de julho de 1941, o Exército Romeno havia empurrado o Exército Vermelho para fora da Bessarábia, o território da Romênia ocupado pela União Soviética em junho de 1940. A Alemanha Nazi queria a Romênia como aliada na guerra contra a União Soviética. No entanto, a Romênia foi complacente em recuperar seu próprio território. Para facilitar a persuasão do então primeiro-ministro da Romênia, Ion Antonescu, Adolf Hitler ordenou que o exército alemão avançasse na RSS da Ucrânia de norte a sul, seguindo uma rota a leste do rio Bug do Sul, a fim de prender as tropas soviéticas entre Dniester e o sul Inseto. Antonescu foi, portanto, confrontado com uma tarefa simples para seu exército: conquistar das tropas do Exército Vermelho cercadas e em retirada uma área precisamente delimitada. Antonescu ordenou o Exército romeno a realizar esta tarefa.
Durante a primeira semana de avanço, em meados de agosto de 1941, as forças romenas tomaram conta de toda a região, exceto por uma pequena área ao redor de Odessa, sem luta. Na época, os romenos tinham 60.000 soldados para conquistar a cidade de seus 34.000 defensores. No entanto, a organização era tão pobre e o comando tão superficial que o ataque resultou em um erro militar. Explorando esse sucesso, os soviéticos pararam a evacuação da cidade por mar e, em vez disso, enviaram reforços, aumentando a força das forças soviéticas para até 100.000.[carece de fontes?] Os romenos também foram forçados a mais do que dobrar seu próprio número. Embora ocasionalmente, em algumas pequenas porções das linhas de frente, oficiais romenos de baixo e médio escalão mostrassem sucessos claros, a organização geral do cerco foi desastrosa para os romenos, e vários generais foram demitidos depois. Eventualmente, após dois meses de cerco, o exército romeno assumiu o controle da cidade ao preço de 92.533 baixas. Apenas na Batalha de Stalingrado foram os números de baixas romenos mais altos, mas então os romenos enfrentariam um inimigos numericamente e tecnicamente superior. Embora os soviéticos tenham deixado a cidade, eles foram capazes de bloquear uma força inimiga maior com uma menor e infligir baixas significativas aos atacantes. Esse resultado foi especialmente importante, porque o alto comando soviético havia ordenado inicialmente o abandono da cidade. No final da guerra, Odessa recebeu o título de Cidade Heróica.
Assim que as tropas romenas entraram em Odessa, estabeleceram o quartel-general de duas de suas divisões no prédio local do NKVD. No entanto, o edifício foi minado pelos soviéticos, que o explodiram, matando mais de 100 membros da sede da divisão romena, incluindo quase 50 oficiais, paralisando a atividade das duas divisões por duas semanas. Em represália, Ion Antonescu ordenou a prisão e o massacre de civis suspeitos de ajudar o Exército Vermelho. Quando ficou claro que identificar os indivíduos diretamente responsáveis pelo incidente seria quase impossível, Antonescu ordenou o fuzilamento de judeus. O massacre que se seguiu e resultou na morte de 19 mil civis, a maioria dos quais nada teve a ver com a ação militar. Outro número de judeus de Odessa foi deportado para guetos e campos de concentração na metade norte da região.
Um movimento partidário, com uma força de 300, esteve ativo nas catacumbas de Odessa durante toda a ocupação. Conseguiu organizar uma excelente comunicação com o quartel-general partidário em Moscovo. Antonescu foi aconselhado a usar gás venenoso para limpar as catacumbas, mas, temendo as implicações públicas de tal ato, arregou. Eventualmente, os romenos foram capazes de infligir um grande número de baixas aos guerrilheiros com a ajuda de alguns guerrilheiros que trocaram de lado e revelaram o movimento através das catacumbas. No entanto, as catacumbas nunca foram completamente eliminadas e os guerrilheiros mantiveram um movimento de resistência contínuo até o retorno do Exército Vermelho.

## Divisões administrativas
O território foi dividido em 13 condados, chamados localmente de Judeţ. Abaixo delas, havia subdivisões chamadas Municipiu, Oraş e Raion

### Condados
- Ananiev
- Balta
- Berezovca
- Dubăsari
- Golta
- Jugastru
- Movilău
- Oceacov
- Odesa
- Ovidiopol
- Rîbnița
- Tulcin
- Tiraspol

### Raions e municipii
- Judeţul Moghilău
  - Oraşul Moghilău
  - Oraşul Şmerinca
  - Raionul Balchi
  - Raionul Copaigorod
  - Raionul Crasnoe
  - Raionul Iarişev
  - Raionul Sargorod
  - Raionul Şmerinca
  - Raionul Stanislavcic
- Judeţul Tulcin
  - Oraşul Moghilău
  - Raionul Şmerinca
  - Raionul Braslav
  - Raionul Spicov
  - Raionul Trostineţ
  - Raionul Tulcin
- Judeţul Jugastru
  - Oraşul Iampol
  - Raionul Cernovăţ
  - Raionul Crijopol
  - Raionul Iampol
  - Raionul Tomaspol
- Judeţul Balta
  - Oraşul Balta
  - Oraşul Berşad
  - Raionul Balta
  - Raionul Berşad
  - Raionul Cicelnic
  - Raionul Obadovca
  - Raionul Olgopol
  - Raionul Pesceana
  - Raionul Savrani
- Judeţul Râbniţa
  - Oraşul Bârzula
  - Oraşul Râbniţa
  - Raionul Bârzula
  - Raionul Camenca
  - Raionul Codâma
  - Raionul Piesceanca
  - Raionul Râbniţa
- Judeţul Golta
  - Oraşul Golta
  - Raionul Crivoe-Oziero
  - Raionul Domaniovca
  - Raionul Golta
  - Raionul Liubaşovca
  - Raionul Vradievca
- Judeţul Ananiev
  - Oraşul Ananiev
  - Raionul Ananiev
  - Raionul Cernova
  - Raionul Petroverovca
  - Raionul Sfânta Troiţca
  - Raionul Siraievo
  - Raionul Valea Hoţului
- Judeţul Dubăsari
  - Oraşul Dubăsari
  - Oraşul Grigoriopol
  - Raionul Ciorna
  - Raionul Dubăsari
  - Raionul Grigoriopol
  - Raionul Ocna
  - Raionul Zaharievca
- Judeţul Tiraspol
  - Municipiu Tiraspol
  - Raionul Grosulova
  - Raionul Razdelnaia
  - Raionul Selz
  - Raionul Slobozia
  - Raionul Tebricovo
  - Raionul Tiraspol
- Judeţul Ovidiopol
  - Oraşul Ovidiopol
  - Raionul Balaevca
  - Raionul Franzfeld
  - Raionul Ovidiopol
  - Raionul Vigoda
- Judeţul Odessa
  - Municipiu Odessa
  - Raionul Antono-Codincevo
  - Raionul Blagujevo
  - Raionul Ianovca
  - Raionul Odessa
- Judeţul Berezovca
  - Oraşul Berezovca
  - Raionul Berezovca
  - Raionul Landau
  - Raionul Mostovoi
  - Raionul Veselinovo
- Judeţul Oceacov
  - Oraşul Oceacov
  - Raionul Crasna
  - Raionul Oceacov
  - Raionul Varvarovca

## População
Em dezembro de 1941, as autoridades romenas realizaram um censo na Transnístria e a estrutura étnica foi a seguinte.

### Etnias
| Etnias               | Número    | %    | População rural | População urbana |
| -------------------- | --------- | ---- | --------------- | ---------------- |
| Ucranianos e Rutenos | 1,775,273 | 76.3 | 79.9            | 57.4             |
| Romenos              | 197,685   | 8.4  | 9.3             | 4.4              |
| Russos               | 150,842   | 6.5  | 2.4             | 27.9             |
| Alemães              | 126,464   | 5.4  | 5.9             | 2.7              |
| Búlgaros             | 27,638    | 1.2  | 1.1             | 1.4              |
| Judeus               | 21,852    | 0.9  | 0.7             | 2.0              |
| Polacos              | 13,969    | 0.6  | 0.3             | 2.3              |
| Tártaros             | 900       | -1   | -1              | 0.1              |
| Outros               | 10,628    | 0.5  | 10.2            | 1.7              |
| Total                | 2,325,256 | 99%  | 1,956,557       | 369,669          |
| Proporção total      | -         | -    | 84%             | 15%              |

### População urbana romena[3]
| Nome            | Status | População total | População romena | %     |
| --------------- | ------ | --------------- | ---------------- | ----- |
| Moghilǎu        | vila   | 13,131          | 61               | 0.46  |
| Șmerinca        | vila   | 10,502          | 29               | 0.27  |
| Iampol          | vila   | 5,075           | 20               | 0.39  |
| Tulcin          | vila   | 3,833           | 5                | 0.13  |
| Bârzula         | vila   | 8,812           | 314              | 3.56  |
| Rîbnița         | vila   | 6,998           | 1,575            | 22.5  |
| Balta           | vila   | 9,538           | 156              | 1.63  |
| Berşad          | vila   | 4,361           | 1                | 0.02  |
| Dubăsari        | vila   | 4,033           | 1,165            | 28.88 |
| Grigoriopol     | vila   | 8,553           | 6,182            | 72.27 |
| Ananiev         | vila   | 11,562          | 1,963            | 16.97 |
| Golta           | vila   | 6,436           | 61               | 0.94  |
| Tiraspol        | cidade | 17,014          | 1,285            | 7.55  |
| Ovidiopol       | vila   | 4,324           | 106              | 2.45  |
| Odessa          | cidade | 244,572         | 3,224            | 1.31  |
| Berezovca       | vila   | 6,090           | 72               | 1.18  |
| Oceacov         | vila   | 4,835           | 4                | 0.08  |
| Total           | 17     | 369,669         | 16,223           | 14%   |
| Proporção total | -      | 95%             | 4%               | 100%  |

### População romena por condado[3]
| Name      | População romena | Proporção romena | População total | Proporção |
| --------- | ---------------- | ---------------- | --------------- | --------- |
| Moghilău  | 176              | 0.5%             | 293,884         | 99%       |
| Jugastru  | 74               | 0.3%             | 240,406         | 99.20%    |
| Tulcin    | 11               | 0.7%             | 147,184         | 99.8%     |
| Râbnița   | 54,660           | 20%              | 217,403         | 80%       |
| Balta     | 1,111            | 0.4%             | 255,107         | 99%       |
| Dubăsari  | 56,257           | 28%              | 138,861         | 71%       |
| Ananiev   | 19,748           | 12%              | 142,401         | 87%       |
| Golta     | 4,621            | 3%               | 139,013         | 96%       |
| Tiraspol  | 48,427           | 20%              | 189,809         | 79%       |
| Ovidiopol | 6,036            | 8%               | 64,576          | 91%       |
| Odessa    | 3,543            | 1%               | 331,369         | 98%       |
| Berezovca | 2,820            | 3%               | 89,156          | 96%       |
| Oceacov   | 203              | 0,103%           | 76,822          | 99%       |

## Organização
A administração romena da Transnístria tentou estabilizar a situação na região durante a ocupação. Para tanto, abriu todas as igrejas, antes de serem fechadas pelos soviéticos. Durante 1942 a 1943, 2.200 escolas primárias foram organizadas na região, incluindo 1.677 escolas ucranianas, 311 romenas, 150 russas, 70 alemãs e 6 escolas búlgaras. 117 escolas de meio e alto ensino (equivalente ao ensino fundamental e médio) foram abertas, incluindo 65 escolas de alto ensino, 29 escolas de alto ensino técnicas e 23 escolas de alto ensino acadêmicas. Teatros foram abertos em Odessa e Tiraspol, bem como vários museus, bibliotecas e cinemas em toda a região. Em 7 de dezembro de 1941, a Universidade Nacional de Odessa foi reaberta com 6 faculdades - medicina, engenharia politécnica, direito, ciências, línguas e agrícola.

## Fronteiras, território e hierarquia administrativa
Em 14 de agosto de 1941, Adolf Hitler, então chanceler da Alemanha, escreveu a Ion Antonescu, primeiro-ministro da Roménia, pedindo a este último que assumisse a administração entre os rios Dniester e Dnieper. Antonescu respondeu três dias depois, afirmando que só poderia assumir a responsabilidade pela área entre o Dniester e o rio Bug, por falta de "meios e pessoal treinado". O líder romeno estava, entretanto, disposto a fornecer tropas de segurança para a área entre o rio Bug e o Dnieper. O acordo germano-romeno para a criação da Transnístria foi assinado a 19 de agosto, em Tiraspol. É conhecido como Acordo Tiraspol. Este tratado foi consolidado por uma convenção assinada em Tighina em 30 de agosto (o Acordo Tighina), que, no entanto, não definia claramente as fronteiras setentrionais da Transnístria. Antonescu reivindicou as cidades do norte de Mohyliv-Podilskyi, Zhmerynka e Tulchyn, um pedido ao qual Hitler acedeu. As fronteiras finais foram reconhecidas em 4 de setembro, em uma ordem alemã estabelecendo uma fronteira entre a Transnístria e a retaguarda do Grupo de Exércitos Sul. O território resultante totalizou 42.000 quilômetros quadrados (16.000 sq mi). Foi dividido em 13 condados, cada um governado por um oficial de alta patente com a função de prefeito. Um condado foi dividido em raions, cada raion sendo governado por um pretor, que tinha poderes muito mais amplos do que o prefeito. A região inteira, formando um único Governatorato, era liderada por um governador, este sendo Gheorghe Alexianu.

## Sessão air
A Transnístria tinha autonomia orçamentária e, como tal, fazia uso de aeronaves próprias, separadas do resto da Força Aérea Real Romena. As seguintes aeronaves compunham a seção aérea da Transnístria:
| Model  | Origin   | Number |
| ------ | -------- | ------ |
| Fw 58  | Alemanha | 1      |
| SET 7K | Romênia  | 3      |
| RWD 13 | Polônia  | 5      |
| Ju 52  | Alemanha | 2      |

## Holocausto
Muitos judeus foram deportados da Bessarábia e da Bucovina para a Transnístria. Durante o período de 1941 a 1944, 200.000 ciganos e judeus se tornaram vítimas da ocupação romena da Transnístria. Por ser território romeno, a Transnístria foi usada como campo de extermínio de judeus. Os sobreviventes dizem que, em comparação com o Holocausto da Alemanha Nazi, onde as deportações foram cuidadosamente planejadas, o governo romeno não se preparou para abrigar milhares de pessoas na Transnístria, onde os deportados ficaram. Em vez disso, as pessoas foram colocadas em barracas rústicas, sem água corrente, eletricidade ou latrinas. Aqueles que não podiam locomover eram simplesmente deixados para morrer. No total, cerca de 150 guetos e acampamentos funcionaram na Transnístria.
Na Odessa, entre 80.000 e 90.000 dos cerca de 180.000 judeus da cidade permaneceram na época em que os alemães e romenos capturaram a cidade em 16 de outubro de 1941. Seis dias depois, uma bomba explodiu no quartel-general militar romeno em Odessa, causando um massacre de judeus, provavelmente por motivação genocida; muitos foram queimados vivos. Somente em outubro e novembro de 1941, as tropas romenas em Odessa mataram cerca de 30.000 judeus. Transnístria foi o local de dois campos de concentração e vários guetos de facto (que o governo romeno durante a guerra se referiu como "colônias"). Além disso, a maioria dos judeus remanescentes na Bessarábia (84.000 em 105.000) e no norte da Bucovina (36.000 em 60.000) também foram levados para lá. Um paradoxo impressionante é o fato de que a maioria dos judeus romenos (375.000) sob o regime de Antonescu sobreviveu à 2ª Guerra Mundial. A Enciclopédia do Holocausto ( Museu Memorial do Holocausto dos Estados Unidos ) escreve que "Entre os mais notórios desses guetos… estava Bogdanovka, na margem oeste do rio Bug… Em dezembro de 1941, as tropas romenas, junto com auxiliares ucranianos, quase massacraram todos os judeus em Bogdanovka; os tiroteios continuaram por mais de uma semana. " Eventos semelhantes ocorreram nas Domanevka e Akhmetchetkha campos, e (citando a mesma fonte) " tifo -devastated judeus foram lotaram o 'colônia' em Mohyliv-Podilskyi. "Outros campos, também com taxas de mortalidade muito altas, estavam em Pechora e Vapniarka, o último reservado para prisioneiros políticos judeus deportados da Romênia propriamente dita. Muitos judeus morreram de exposição, fome ou doença durante as deportações para a Transnístria ou depois chegada. Outros foram assassinados por unidades romenas ou alemãs, na Transnístria ou depois de atravessarem o rio Bug para a Ucrânia ocupada pelos alemães. A maioria dos judeus enviados para os campos da Transnístria nunca mais voltou. Os que sobreviveram, cerca de 70.000, retornou à Romênia em 1945 para descobrir que havia perdido suas casas. 
Mesmo para a população em geral, a comida na Transnístria era muito escassa, devido à falta de planejamento romeno. De acordo com o relato de um sobrevivente, as pessoas se reuniam do lado de fora de um matadouro e esperavam que restos de carne, pele e ossos fossem jogados para fora do matadouro após a limpeza todas as manhãs. Ele lembra que eles estavam lutando pelos ossos "exatamente como os cães fariam" e que as pessoas estavam morrendo de fome. Entre os sobreviventes estavam Liviu Librescu e Norman Manea.

### Posição do governo Antonescu
Antonescu, em uma reunião do governo, mostrou intenções de deportar todos os judeus para trás dos Montes Urais, se fosse possível.

## Fim do Governatorato da Transnístria
No início de 1944, a economia romena estava péssima por causa das despesas da guerra e dos destrutivos bombardeios aéreos dos Aliados em toda a Romênia, incluindo a capital, Bucareste. Além disso, a maior parte dos produtos enviados para a Alemanha foram fornecidos sem compensação monetária. Como resultado dessas exportações não compensadas, a inflação na Romênia disparou, causando um descontentamento generalizado entre a população romena, mesmo entre grupos e indivíduos que outrora apoiaram entusiasticamente os alemães nazis e a guerra.
A Transnístria foi relativamente poupada por esses bombardeios aéreos, mas logo o Exército Vermelho destruiu toda a presença romena na região. Durante a Ofensiva Uman-Botoşani, as tropas soviéticas cruzaram o rio Bug, no alto do rio, em 11 de março, e em mais vinte dias o governatorato da Transnístria foi extinto. No final de março de 1944, não havia mais tropas do Eixo a leste do rio Dniester, exceto para a capital Odessa, circundada. Entretanto, a substituição do governador Alexianu aconteceu a 1 de fevereiro de 1944, pelo governador militar, tenente general Potopeanu (ex-ministro da economia romena). O nome "Transnístria" caiu em desuso e as autoridades foram cada vez mais chamadas de "Governo Militar entre Dniester e Bug".
Em 28 de março, o Exército Vermelho tomou Nikolaev e no dia seguinte cruzou o rio Bug inferior com força. Em 5 de abril, Rozdilna caiu e, com isso, a rodovia Odessa-Tiraspol foi cortada. No dia 19, após uma luta breve, mas amarga, o Exército Vermelho voltou a entrar em Odessa. Em 12 de abril, Tiraspolfoi ocupada e, quatro dias depois, toda a Transnístria estava novamente nas mãos dos soviéticos. Durante os dias finais, os alemães se concentraram na destruição em Odessa, já que a evacuação era impossível. Instalações portuárias, algumas instalações industriais e entroncamentos de transporte foram explodidos (até mesmo a usina elétrica, vários moinhos, depósitos de pão, açúcar e outros alimentos foram destruídos). Da população de Odessa, restaram 200.000; muitos se esconderam nas proximidades, enquanto alguns buscaram segurança no campo. E alguns haviam partido para o oeste com os romenos e alemães: apenas os mais comprometidos haviam partido; a maior parte dos moradores havia permanecido na região. As pessoas temiam as repressões soviéticas, mas "não havia outra saída", segundo fontes alemãs. É importante notar, entretanto, que ainda havia um pequeno pedaço do território da Transnístria sob o domínio romeno até agosto de 1944, de acordo com um mapa do OKH que descreve a situação na frente romena em 20 de agosto. Esta área compreendia uma saliência a oeste criada pelo rio Dniester, centrada em torno de Coșnița (hoje parte de Dubăsari, na Moldávia).

### Redução da população transnístria neo-latina
Hoje, a leste do Dniester, restam 237.785 residentes de língua moldava (língua romena na Moldávia), uma pequena porcentagem da população geral da região, a maioria dos quais vivem na atual Transnístria independentista. Mas, historicamente, eles eram a maioria: de acordo com os resultados do censo russo (citado em fontes romenas) de 1793, 49 aldeias de 67 entre o Dniester e o Bug do Sul eram romenos.
E mais a leste do Governatorato da Transnístria haviam muitas comunidades neolatinas: de facto, os romenos/moldávios na Ucrânia - a leste do rio Bug - foram calculados por um censo alemão em quase 780.000 (provavelmente um número excessivo), e foram feitos planos para movê-los para a Transnístria em 1942/43, porém nada foi feito.
De facto, quando a União Soviética recuperou a área na primavera de 1944 e o Exército Vermelho avançou no território expulsando as Forças do Eixo, muitos milhares de romenos/valáquios da Transnístria foram mortos naqueles meses e deportados para gulags nos anos seguintes. Assim, uma campanha política foi dirigida às famílias ricas de camponeses da Moldávia, que também foram deportadas para o Cazaquistão e a Sibéria. Por exemplo, em apenas dois dias, 6 de julho e 7 de julho de 1949, mais de 11.342 famílias da Moldávia (mais de 40.000 habitantes dos oblasts da Ucrânia soviética) foram deportadas por ordem do Ministro da Segurança do Estado, IL Mordovets, sob um plano denominado "Operação Sul".
As estatísticas do Censo para a população de língua moldava em territórios a leste do rio Dniester são as seguintes:
- 1939: 230.698 (de acordo com o Censo Soviético de 1939),[22] dos quais 170.982 no ASSR da Moldávia[23] e 26.730 no oblast de Odessa.[24]
- 1941: 197.685 dentro do Governatorato da Transnístria.
- 2001: 307.785 (177.785 morando na zona atual da Transnístria, mais de 60 mil morando no oblast de Odessa e mais de 70 mil morando em outras partes da Ucrânia.